# 豊中市立中豊島小学校
豊中市立中豊島小学校（とよなかしりつ なかてしましょうがっこう）は、大阪府豊中市曽根東町六丁目にある公立小学校。
曽根地区の南端に位置し、各公共施設は南隣の服部地区の方が近いものもある。

## 沿革
- 1874年3月15日 - 第四番学校として創立。
- 1878年4月 - 大阪府摂津國豊嶋郡第二学区服部小学校に改称。
- 1880年6月 - 誘進小学校に改称。
- 1889年4月 - 大阪府豊嶋郡中豊島村立中豊島尋常小学校に改称。
- 1934年9月 - 室戸台風により校舎が倒壊。
- 1935年4月1日 - 大阪府豊能郡中豊島村立中豊島尋常高等小学校に改称。
- 1941年4月1日 - 大阪府豊能郡中豊島国民学校に改称。
- 1947年4月3日 - 豊中市立中豊島小学校に改称。
- 1958年7月3日 - 校歌制定。
- 1963年3月2日 - 体育館竣工。
- 1966年7月13日 - プール竣工。
- 1970年4月 - 校区の一部を豊島北小学校に分離。
- 2006年11月末 - 体育館耐震補強工事完了。

## 通学区域
城山町1-2丁目、曽根東町2-6丁目、服部本町1-5丁目、服部元町1-2丁目

## 交通アクセス
- 阪急宝塚線服部天神駅から北へ400m（徒歩8分）。
- 阪急バス9・10・13・63・160系統 豊中四中前で下車。